# كيد نورفولك
كيد نورفولك (بالإنجليزية: Kid Norfolk)‏ مواليد 10 يوليو 1893 في فرجينيا - الوفاة 15 أبريل 1968، كان ملاكم محترف أمريكي صنّف ضمن فئة وزن خفيف الثقيل. دخل قاعة مشاهير الملاكمة الدولية.

## إحصائيات
خاض خلال مسيرته 144 نزالا، فاز في 111 وتعادل في 7 وخسر في 26. فاز بالضربة القاضية في 47 نزالا.

## روابط خارجية
- كيد نورفولك على موقع بوكس ريك (الإنجليزية) (registration required)